# Karvouniárika
 (signalé en mai 2025).
Si vous disposez d'ouvrages ou d'articles de référence ou si vous connaissez des sites web de qualité traitant du thème abordé ici, merci de compléter l'article en donnant les références utiles à sa vérifiabilité et en les liant à la section « Notes et références ».
- Archive Wikiwix
- Bing
- Cairn
- DuckDuckGo
- E. Universalis
- Gallica
- Google
- G. Books
- G. News
- G. Scholar
- Persée
- Qwant
- (zh) Baidu
- (ru) Yandex
- (wd) trouver des œuvres sur Wikidata

Karvouniárika, en grec moderne : Καρβουνιάρικα, est l'ancienne appellation publique de la partie sud du port du Pirée  en Grèce. En particulier, il s'agit de la côte allant de l'église Agiou Nikoláou, où se trouve le poste de douane, à l'ancien pavillon royal, appelé Palatáki, sur l'estran, à droite de la crique. De Karvouniárika à Palatáki, se trouve la partie de la côte appelée Xavéri (Ξαβέρι ou Ξαβέρη). 
Dans l'Antiquité, la partie sud de ce qui est aujourd'hui principalement le port du Pirée était appelée Kantháros (port de Kantháros), par rapport à la partie nord, qui était appelé port d'Alón. Le nom Karvouniárika était arbitraire et prévalait parce que cette côte était l'endroit où le charbon (la houille) était déchargé et où les navires s'approchaient pour l'extraction du charbon. Ce nom a également été donné au quartier recouvrant cette côte, qui était adjacent à l'orphelinat Chatzikyriákio au sud et au nord-est avec le quartier d'Ydréika (du Pirée).